# AEV (músico)
AEV es un compositor y pianista pop surcoreano. Es un músico invitado frecuente como tecladista de la banda de rock Guckkasten.

## Carrera musical
- Director de música de la Obra Interactiva 'Veinte, el principio de la ola' en 2012.
- Director musical de Hamlet en 2012.
- Participó como músico invitado para las sesiones de la banda de Byun Jin-sub.
- Arreglador y tecladista de Byun Jin-sub para su participación en "I am a Singer" en 2012.
- Tecladista invitado del grupo de rock surcoreano Guckkasten desde el año 2012 y continua.

## Discografía

### EP
- Evening Glow (9 de noviembre de 2009)
- Für Beethoven (24 de septiembre de 2013)

### Colaboraciones
- Kim Jae Suk - Wanted (6 de mayo de 2011)[1]
- Jeong Won Yeong - 그때 그 겨울 (2 de diciembre de 2014)[2]
- Park Eun-Joo - 2015 Winter Story (2015)[3]
- Ha Hyun Woo - Ithaca (Piano ver.) (28 de octubre de 2018)[4]

## Otros
- Musical "Gutenberg" (2013 - 2014, pianist principal)